# Ragnar Gustavsson
Pour les articles homonymes, voir Gustavsson.
Ragnar Gustavsson (né le 28 septembre 1907 et mort le 19 mai 1980) était un joueur de football suédois.

## Biographie
Durant sa carrière de club, il joue dans le club du GAIS, à Göteborg.
Au niveau international, il joue avec l'équipe de Suède pendant la coupe du monde 1934 en Italie, où son pays atteint les quarts-de-finale.